# エンブリヲン・ロード
『エンブリヲン・ロード』は、やまむらはじめによる日本の漫画作品。副題は「たねのみち」。『コミックガム』（ワニブックス）にてvol.13から2003年1月号まで連載された。単行本は全7巻刊行されている。

## あらすじ
資源の枯渇が進み文明の衰退が進む世界において人類はセフィロトという新しいエネルギーを発見し文明を再興する。しかし、その後にセフィロトはメルカバという一つの企業体が独占するものとなる。その事実上、メルカバが繁栄の頂点に立つこの世界において少年セイ・ユージンは数年前のセフィロト調査の際に行方不明となった母を探す旅を続けていた。セフィロトを見つけ出す能力を持つダウザー達と、メルカバのもつ私設軍隊シェキナーズ、反メルカバ組織のアルバダを絡めた三つどもえの争いに巻き込まれていく。

## 登場人物

### 主要人物
セイ・ユージン物語の主人公。育ての親であるアスタルテを追って旅をしている。
ホーリィ・フィアンマダウザーの少女。セイに同行する。
アスタルテ・アーイスト・アンジェリカセイの育て親。メルカバの研究者で、オーリオールに魅了されたために同僚を殺害し、人外の存在へとなる。
ルキオラ・ビエケスアスタルテと同じくオーリオールの声に魅了される。セイの危機を救い行動を共にするが…。

### ダウザー
アエマ・ヒエラクスダウザーの若き長。
フィデーレダウザーの少女。好戦的で二刀流の使い手。
ピーネアエマの補佐。

### シェキナーズ
クオノ・トリベットシェキナーズ隊員。若く純真。
ナァマ・トバルカインシェキナーズ副隊長。隊長であるマナンに憧れる。
マナン・マクリアシェキナーズ隊長だがメルカバに反旗を翻す為の準備を進めている。

### アルバダ
エラビー・ギャゼンアルバダの指導者。元シェキナーズ。
ハリエット・クインビィエラビーの副官。
リエル・イシューアルバダに所属する少女。セイ達に同行する。
オウス・セノオ元メルカバ所属の科学者。

## 書誌情報
- やまむらはじめ 『エンブリヲン・ロード』 ワニブックス、全7巻
  - 1巻、1999年8月10日発行、ISBN 4-8470-3317-5
  - 2巻、2000年3月10日発行、ISBN 4-8470-3341-8
  - 3巻、2000年11月10日発行、ISBN 4-8470-3328-0
  - 4巻、2001年6月10日発行、ISBN 4-8470-3390-6
  - 5巻、2002年1月10日発行、ISBN 4-8470-3422-8
  - 6巻、2002年8月10日発行、ISBN 4-8470-3431-7
  - 7巻、2003年3月10日発行、ISBN 4-8470-3439-2